# Kanarentaube
Die Kanarentaube (Columba bollii), auch Bolles Lorbeertaube oder fälschlich Bolls Waldtaube oder Bolls Taube genannt, ist eine Taubenart, die auf La Palma, Teneriffa, Gomera und El Hierro vorkommt. Der Name ehrt den deutschen Arzt und Naturforscher Carl August Bolle, der sie als erster von der Lorbeertaube unterschied. Die Art gilt als bedroht. Allerdings hat sich der Bestand in den letzten Jahren etwas erholt. Ähnlich wie die Silberhalstaube stammt auch die Kanarentaube von der Ringeltaube ab. Sie wurde lange Zeit als Unterart der Silberhalstaube eingestuft. Sie gleicht in ihrer Lebensweise der Ringeltaube.

## Erscheinungsbild

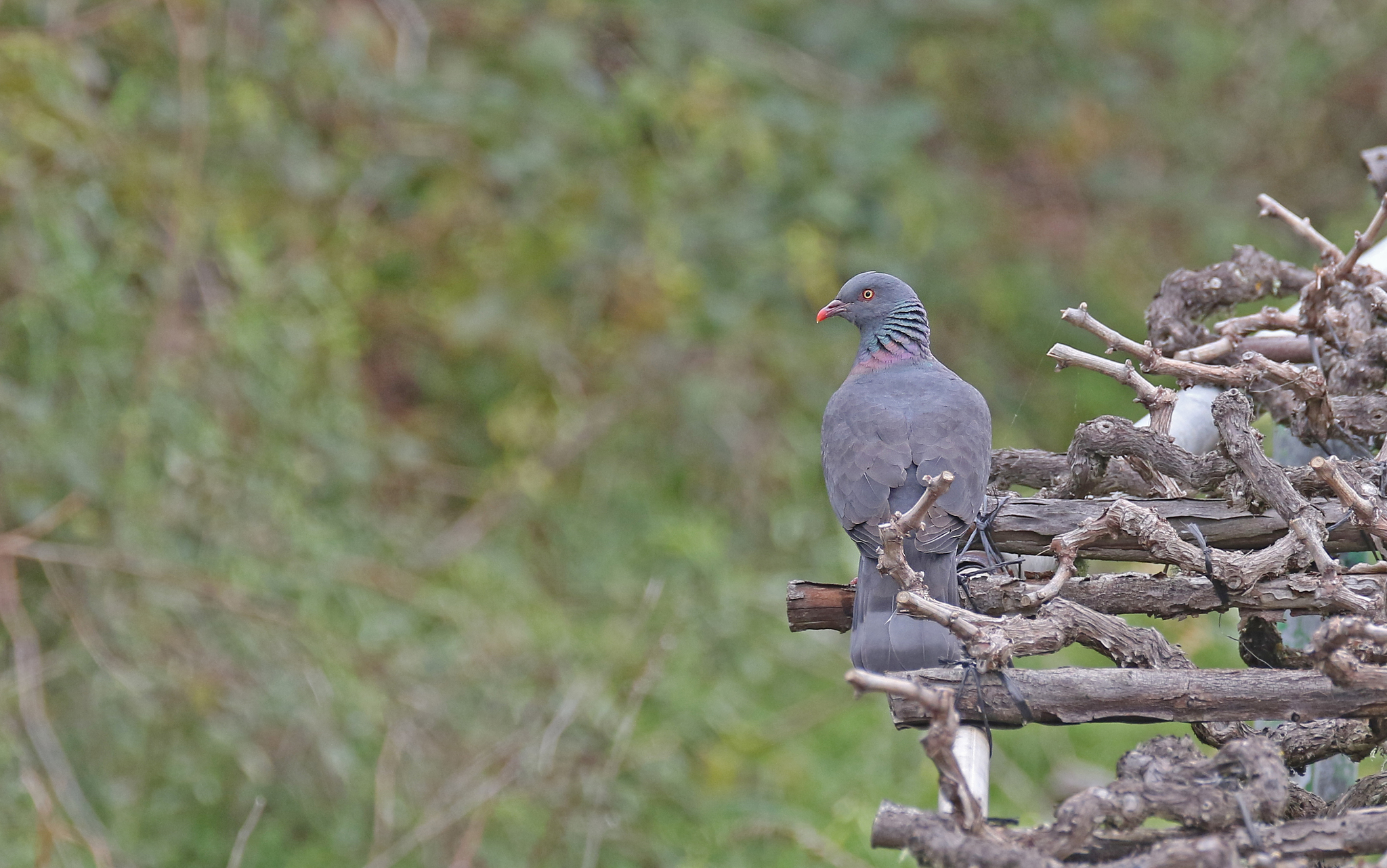
Kanarentaube auf Teneriffa

Die Kanarentaube wird 35 bis 37 cm lang und ist überwiegend dunkelgrau. Damit unterscheidet sie sich von der Lorbeertaube, die eher dunkelbraun ist. Die dunklen Bänder auf dem Schwanz sind ein weiteres Unterscheidungszeichen von der Lorbeertaube. Von der Silberhalstaube unterscheidet sie sich durch die Farbe der Halsflecken. Während diese bei der Silberhalstaube silbrig grau sind, sind diese bei der Kanarentaube glänzend kupferbraun.

## Verbreitung, Lebensraum und Bestandsentwicklung
Die Kanarentaube lebt in Lorbeerwäldern, die jedoch höher gelegen sind, als diejenigen, die die Lorbeertaube bewohnt. Auf Teneriffa leben etwas mehr als 2.000 Individuen. Besonders hoch ist die Bestandsdichte in Anaga und Teno. Auch auf La Palma kommen 3.000 Individuen vor. Sie sind vor allem im Nordosten der Inseln zu beobachten. Auf der Insel La Gomera leben etwa 1.000 Individuen im Nationalpark Garajonay. Die Kanarentaube besiedelt vermutlich in historischer Zeit auch Gran Canaria. Sie war einstmals eine sehr häufige Art, die jedoch durch den Rückgang der Lorbeerwälder sehr stark in ihrem Bestand zurückging. Da sich die Rate der Rodungen dieses Waldtypes verlangsamt hat und viele Lorbeerwälder unter Schutz stehen, beginnt sich der Bestand dieser Art allmählich wieder zu erholen. 1980 wurde der Bestand auf 1.160 bis 1.315 Individuen geschätzt. Im Jahr 2001 betrug er 6.000 Individuen und mittlerweile wird von einem Bestand an 5.000 bis 20.000 Individuen ausgegangen.

## Verhalten
Sie brütet in Bäumen und legt nur ein weißes Ei. Das Nest befindet sich gewöhnlich in einer Höhe von sieben Metern über dem Erdboden. Die Brutzeit fällt in den Zeitraum von Januar bis Ende September. Die Brutdauer beträgt 19 Tage.

## Schutz
Die Kanarentaube ist nach Anhang I der EU-Vogelschutzrichtlinie geschützt.

## Belege